# DIStopping
『DIStopping』（ディストッピング）は、Charisma.comの1枚目のフルアルバム。2014年6月4日にラストラム・ミュージックエンタテインメントから発売された。

## 概要
前作「アイ アイ シンドローム」から約11ヶ月ぶりのリリース。また、グループでは初のフルアルバム。
タイトルである「DIStopping」は、「批判をすべき（DIS-topping）か、止めるべき（DIS-stopping）か」といった二通りの意味を持つ造語 。今作では「社会VS自分」をテーマに、社会に揉まれながらも懸命に生きる人間たちの姿を描く楽曲が集められている。リリックについては、MCいつか本人の体験だけでなく家族や同僚、さらには電車の中で聞こえてきた話を基に制作が行われた。アルバム完成後にいつかは、「（今作の楽曲には）毒が自分に返ってくるような弱い部分が多かった」「歌詞を書きながらモヤモヤが溜まっていって、曲の中で結論が出ていない」と語り、後年の著書でも「あの頃のリリックにはユーモアが無くなっていた。（歌詞が）シリアスになり自分の内面が出ていた」と振り返っている。

## 収録曲
全作詞：いつか
1. イイナヅケブルー [3:50]
作曲：いつか、守尾崇
2. LOOKER [4:00]
作曲：いつか、fragment
3. スーパーガール [4:06]
作曲：いつか、nagomu tamaki
4. no datte [4:52]
作曲：いつか、江夏正晃
5. sodaiゴミのkoi [4:22]
作曲：いつか、山田康人
6. チャンコイ [3:19]
作曲：いつか、TOMOTH
7. MR.BEER [4:44]
作曲：いつか、nagomu tamaki
8. ジェンガジェンガ [2:48]
作曲：いつか、シンゴ坂井
9. Train HELL [4:54]
作曲：いつか、chefoba
10. 空色WILL [4:40]
作曲：いつか、山田康人
11. ペインオフ [3:56]
作曲：いつか、山田康人
12. 100%ブービー [3:03]
作曲：いつか、ANNE Beats
13. ハッピーターン [3:42]
作曲：いつか、塚田耕司 / 編曲：KAN TAKAHIKO

## タイアップ
| 曲名             | タイアップ |
| ---------------- | --- |
| イイナヅケブルー | 読売テレビ「キューン!」2014年7月度エンディングテーマ テレビ朝日系「musicる TV」2014年6月度エンディングテーマ 関西テレビ「ミュージャック」2014年6月度エンディングテーマ 毎日放送「MUSIC EDGE+Osaka style」2014年6月度エンディングテーマ 長崎国際テレビ「AIR」2014年6月度エンディングテーマ チバテレ「ONGAX」2014年6月度Catch Up |
| チャンコイ       | 「2014 PARCO VALENTINE」キャンペーンソング |
| ハッピーターン   | 「2014 PARCO WHITEDAY」キャンペーンソング |